# Wspinaczka sportowa na Letnich Igrzyskach Olimpijskich 2020 – kwalifikacje
Kwalifikacje do olimpijskich zawodów we wspinaczce sportowej 2020 miały na celu wyłonienie zawodników we wspinaczce sportowej, którzy wystąpią w tych zawodach.
W zawodach olimpijskich wystąpi po dwadzieścia zawodników każdej płci, wspinaczki w ramach dyscypliny zostaną rozegrane po jednej konkurencje dla kobiet i mężczyzn. Udział zapewniony mają zawodnicy Japonii (po jednym dla każdej płci) jako przedstawiciele gospodarza igrzysk, zaś o pozostałe miejsca odbywają się zawody eliminacyjne.

## Kwalifikacje
Zasady kwalifikacji
| Kwalifikacje                     | Data                          | Gospodarz    |
| -------------------------------- | ----------------------------- | ------------ |
| Mistrzostwa Świata 2019          | 11–21 sierpnia 2019           | Hachiōji     |
| Światowe kwalifikacje do IO 2020 | 28 listopada – 1 grudnia 2019 | Tuluza       |
| Mistrzostwa kontynentalne;       |                               |              |
| Mistrzostwa Ameryki              | 24 lutego – 1 marca2020       | Los Angeles  |
| Mistrzostwa Azji                 | 27 kwietnia – 3 maja 2020     | Morioka      |
| Mistrzostwa Europy               | 1 – 8 października 2020       | Moskwa       |
| Mistrzostwa Afryki               | Przełożone                    | Johannesburg |
| Mistrzostwa Oceanii              | Przełożone                    | Sydney       |

### Mistrzostwa świata
Pierwszą okazją do kwalifikacji były połączone mistrzostwa świata, w których siedmiu najlepszych finalistów uzyskało kwalifikacje do igrzysk olimpijskich. W przypadku, gdy kwalifikowało się 2 japońskie wspinaczki, niewykorzystane miejsce przez gospodarza przechodziło na następną najwyżej zajmującą miejsce zawodniczkę w konkurencji wspinaczki łącznej odbywającej się w ramach mistrzostw świata w 2019.

### Światowe kwalifikacje – Tuluza 2019
Zawody kwalifikacyjne we francuskiej Tuluzie we wspinaczce sportowej do IO 2020 w Tokio, które odbyły się w dniach 18–21 listopada 2019 wyłoniły (zapewniły awans) po 6 wspinaczy każdej płci. Zawody kwalifikacyjne odbyły się w formacie łącznym w tym, w którym będzie obowiązywać na igrzyskach olimpijskich.

### Kontynentalne kwalifikacje
W dniu 26 lutego 2020 Alannah Yip z Kanady i Colin Duffy z USA zostali mistrzami Ameryki czym zapewnili sobie awans do igrzysk w Tokio.

## Zakwalifikowani zawodnicy
Japonia, jako gospodarz, miała zagwarantowane jedno miejsce dla kobiet i mężczyzn bez kwalifikacji.
| Kwalifikacje do Letnich IO Tokio 2020 zapewnili | Kwalifikacje do Letnich IO Tokio 2020 zapewnili             | Kwalifikacje do Letnich IO Tokio 2020 zapewnili | Kwalifikacje do Letnich IO Tokio 2020 zapewnili | Kwalifikacje do Letnich IO Tokio 2020 zapewnili |
| ----------------------------------------------- | ----------------------------------------------------------- | ----------------------------------------------- | ----------------------------------------------- | ----------------------------------------------- |
| Lp.                                             | Kwalifikacje, zawody                                        | Ilość                                           | Mężczyźni                                       | Kobiety                                         |
| 1.                                              | Gospodarz igrzysk                                           | 1                                               | Kai Harada                                      | Miho Nonaka                                     |
| 2.                                              | Mistrzostwa Świata 2019                                     | 7                                               | Tomoa Narasaki                                  | Janja Garnbret                                  |
| 3.                                              | Mistrzostwa Świata 2019                                     | 7                                               | Jakob Schubert                                  | Akiyo Noguchi                                   |
| 4.                                              | Mistrzostwa Świata 2019                                     | 7                                               | Riszat Chajbullin                               | Shauna Coxsey                                   |
| 5.                                              | Mistrzostwa Świata 2019                                     | 7                                               | Mickael Mawem                                   | Aleksandra Mirosław                             |
| 6.                                              | Mistrzostwa Świata 2019                                     | 7                                               | Alexander Megos                                 | Petra Klingler                                  |
| 7.                                              | Mistrzostwa Świata 2019                                     | 7                                               | Ludovico Fossali                                | Brooke Raboutou                                 |
| 8.                                              | Mistrzostwa Świata 2019                                     | 7                                               | Sean McColl                                     | Jessica Pilz                                    |
| 9.                                              | Światowe kwalifikacje do Igrzysk Olimpijskich (Tuluza 2019) | 6                                               | Adam Ondra                                      | Julia Chanourdie                                |
| 10.                                             | Światowe kwalifikacje do Igrzysk Olimpijskich (Tuluza 2019) | 6                                               | Bassa Mawem                                     | Mia Krampl                                      |
| 11.                                             | Światowe kwalifikacje do Igrzysk Olimpijskich (Tuluza 2019) | 6                                               | Jan Hojer                                       | Julija Kaplina                                  |
| 12.                                             | Światowe kwalifikacje do Igrzysk Olimpijskich (Tuluza 2019) | 6                                               | Pan Yufei                                       | Kyra Condie                                     |
| 13.                                             | Światowe kwalifikacje do Igrzysk Olimpijskich (Tuluza 2019) | 6                                               | Alberto Ginés López                             | Laura Rogora                                    |
| 14.                                             | Światowe kwalifikacje do Igrzysk Olimpijskich (Tuluza 2019) | 6                                               | Nathaniel Coleman                               | Song Yiling                                     |
| 15.                                             | Panamerykańskie mistrzostwa                                 | 1                                               | Colin Duffy                                     | Alannah Yip                                     |
| 16.                                             | Mistrzostwa Afryki                                          | 1                                               | Christopher Cosser                              | Erin Sterkenburg                                |
| 17.                                             | Mistrzostwa Azji †                                          | 1                                               | —                                               | —                                               |
| 18.                                             | Mistrzostwa Europy                                          | 1                                               | Aleksiej Rubcow                                 | Wiktorija Mieszkowa                             |
| 19.                                             | Mistrzostwa Oceanii                                         | 1                                               | Tom O’Halloran                                  | Oceana Mackenzie                                |
| 20.                                             | W gestii Komisji (tzw. "dzika karta")                       | 1                                               | Michael Piccolruaz Chon Jong-won                | Anouck Jaubert Seo Chae-hyun                    |
| Razem                                           | Razem                                                       | 20                                              |                                                 |                                                 |

† Mistrzostwa Azji zostały odwołane z powodu sytuacji pandemicznej. Chon Jong-won oraz Seo Chae-hyun otrzymali "dziką kartę" od Federacji.

## Zakwalifikowane państwa
| Lp.                | Państwo            | Mężczyźni | Kobiety | Razem |
| ------------------ | ------------------ | --------- | ------- | ----- |
| 1                  | Australia          | 1         | 1       | 2     |
| 2                  | Austria            | 1         | 1       | 2     |
| 3                  | Chiny              | 1         | 1       | 2     |
| 4                  | Czechy             | 1         |         | 1     |
| 5                  | Francja            | 2         | 2       | 4     |
| 6                  | Hiszpania          | 1         |         | 1     |
| 7                  | Japonia            | 2         | 2       | 4     |
| 8                  | Kanada             | 1         | 1       | 2     |
| 9                  | Kazachstan         | 1         |         | 1     |
| 10                 | Korea Południowa   | 1         | 1       | 2     |
| 11                 | Niemcy             | 2         |         | 2     |
| 12                 | Polska             |           | 1       | 1     |
| 13                 | Południowa Afryka  | 1         | 1       | 2     |
| 14                 | Rosja †            | 1         | 2       | 3     |
| 15                 | Słowenia           |           | 2       | 2     |
| 16                 | Stany Zjednoczone  | 2         | 2       | 4     |
| 17                 | Szwajcaria         |           | 1       | 1     |
| 18                 | Wielka Brytania    |           | 1       | 1     |
| 19                 | Włochy             | 2         | 1       | 3     |
| Ogółem (19 państw) | Ogółem (19 państw) | 20        | 20      | 40    |

† W oczekiwaniu na zakończenie rozprawy przed Sądem Arbitrażowym ds. Sportu w sprawie uczestnictwa Rosji w IO 2020, zawodnicy mogą konkurować jako zawodnicy neutralni.